# 阿邊龍之介
阿邊 龍之介（あべ りゅうのすけ、1992年9月24日 - ）は、岡山県出身の俳優。中野笑店所属。

## 出演

### 映画
- Not Found 25 -ネットから削除された禁断動画-　File: 3 職場イジメ（2016年、アムモ98）- イジメっこ 役[1]
- 氷菓（2017年11月3日、KADOKAWA）- 33年前の高校生 役[1]
- ニセコイ（2018年12月21日、東宝）- 集英会鉄砲玉 役[1]
- 日本抗争列島 三極志（2019年、オールインエンタテインメント）- 警備員 役[1]
- 無頼（2020年12月12日、チッチオフィルム）- 警察官 役[1]
- 東京リベンジャーズ（2021年7月9日、ワーナー・ブラザース）- 東京卍会メンバー 役[1]
- ケイト（2021年9月10日、Netflix）- ヤクザ 役[1]

### テレビドラマ
- 相棒（テレビ朝日）
  - season14 最終回スペシャル（2016年3月16日） - 荒又大臣のSP 役[1]
  - season15 第3話（2016年10月26日） - 佐山組組員 役[1]
  - season18 初回・２回SP（2019年10月9日・16日） - 三河大悟（カンブツ）役[1]
- トットてれび 第1話 - 第4話（2016年4月30日 - 5月21日、NHK）- テレビカメラマン 役[1]
- 死幣-DEATH CASH- 第1話（2016年7月14日、TBS）- 学生 役[1]
- 天下御免トラック野郎 銀ちゃんの事件街道!（2016年9月26日、TBS） - ヤンキー 役[1]
- スニッファー 嗅覚捜査官 第6話（2016年11月26日、NHK） - 美里を拉致する男 役[1]
- レンタル救世主 最終話（2016年12月11日、日本テレビ）- SP 役[1]
- バイプレイヤーズ 〜もしも6人の名脇役がシェアハウスで暮らしたら〜　第5話（2017年2月11日、テレビ東京） - 若者2 役[1]
- 小さな巨人（2017年4月16日 - 6月18日、TBS）- 安達大輔 役[1]
- おんな城主 直虎（2017年、NHK総合）20・21・25・26・27・30・34回 - 気賀の町の金物屋店主 役[1]
- 僕たちがやりました 最終話（2017年9月19日、関西テレビ・フジテレビ）- 所轄刑事 役[1]
- さくらの親子丼（フジテレビ）
  - 第1シリーズ 1杯目（2017年10月7日）- 警察官 役[1]
  - 第2シリーズ 2杯目（2018年12月8日） - ヒロト 役[1]
- プリズンホテル 第5話・第6話（2017年11月4日・11日、BSジャパン）- 竹本朝夫 役[1]
- 今からあなたを脅迫します 第5話（2017年11月19日、日本テレビ）- SP 役[1]
- アシガール 第11話（2017年12月9日、NHK) - 伝令 役[1]
  - アシガールSP〜超時空ラブコメ再び〜（2018年12月24日、NHK) - 案内人 役[1]
- スモーキング 第2話（2018年4月27日、テレビ東京) - 熊ノ山城会組員 役[1]
- 孤独のグルメ season7 第6話（2018年5月12日、テレビ東京) - 客 役[1]
- THE突破ファイル 初回SP（2018年5月13日、日本テレビ) - レスキュー隊員 役[1]
- メゾン・ド・ポリス 第5話（2019年2月8日、TBS) - 工員 役[1]
- 先人たちの底力 知恵泉 最強チームで未来を切り開け ～ソニー創業者・井深大～（2019年3月12日、NHK Eテレ) - 岩間和夫 役[1]
- パーフェクトワールド 第1話（2019年4月16日、関西テレビ・フジテレビ) - 樹の同級生 役[1]
- ミストレス〜女たちの秘密〜 最終話（2019年6月21日、NHK) - 所轄刑事役[1]
- ニッポンノワール-刑事Yの反乱- 第5話（2019年11月10日、日本テレビ) - 山形（ベルムズ） 役[1]
- トップナイフ-天才脳外科医の条件- 第6話（2020年2月15日、日本テレビ) - （ファースト）阿南 役[1]
- 歴史秘話ヒストリア 法隆寺 1400年の秘密（2020年2月19日、NHK) - 岡倉天心 役[1]
- やすらぎの刻〜道 第227話（2020年2月27日、テレビ朝日) - 若手刑事 役[1]
- アリバイ崩し承ります 第6話（2020年3月7日、テレビ朝日) - 郵便配達員 役[1]
- 嫌われ監察官 音無一六 第6作「炎上の裏の真実」（2020年9月7日、テレビ東京) - チンピラ 役[1]
- バベル九朔 第6話（2020年11月24日、日本テレビ) - チンピラ舎弟 役[1]
- 先生を消す方程式。 第7話（2020年12月12日、テレビ朝日) - 機動隊員 役[1]
- ハコヅメ〜たたかう!交番女子〜（2021年7月7日 - 9月15日、日本テレビ）- 佐藤巽 役[1]
- 剣樹抄〜光圀公と俺〜 第4話（2021年11月5日 - 12月24日、NHK BSプレミアム） - 新馬 役[1]
- 邪神の天秤 公安分析班 第1話・第9話・第10話 (2022年、WOWOW) - 水沼英一 役[1]
- ちむどんどん 第14週 (2022年7月、NHK)[2]
- 六本木クラス 第2話（2022年7月14日、テレビ朝日） - 囚人 役[3]
- 警視庁強行犯係・樋口顕 Season2 初回スペシャル（2022年7月15日、テレビ東京） - 捜査二課刑事 役[4]
- 連続ドラマW 松本清張 眼の壁 最終話（2022年7月17日、WOWOW）- 斉藤智之 役[5]
- 一橋桐子の犯罪日記 第4話・最終話（2022年10月29日・11月5日、NHK総合） - 久遠を取り囲む男 役
- アンメット ある脳外科医の日記 第9話（2024年6月10日、関西テレビ・フジテレビ） - 警視庁捜査二課刑事 役[6]
- オクトー 〜感情捜査官 心野朱梨〜 Season2 第3話・第6話・第7話（2024年10月17日・11月8日・14日、読売テレビ・日本テレビ系） - 半グレ 役[7]
- 潜入兄妹 特殊詐欺特命捜査官 第5話・第6話（2024年11月2日・9日、日本テレビ） - 鳳凰の部下 役[8]

### 舞台
- グッドラック ホモサピエンス（2014年6月4日 - 8日、テアトルBONBON）[1]
- THE LAST WORDS 〜命の行方〜（2015年5月13日 - 17日、中目黒ウッディシアター）[1]
- THE LAST SONG 〜命の行進曲〜（2015年8月15日 - 17日、天王洲銀河劇場）[1]
- 蝶の皇軍（2015年10月14 - 18日、中野ポケット）[1]

### CM
- レッドフォックス「cyzen」
  - 「サイゼンで、カイゼンを」～営業の見えるか編[1]
  - 「サイゼンで、カイゼンを」～送るも見るも簡単に編[1]
- ミドリ安全「フラットメットキッズ　解決！ミドリちゃん「防災」篇」[1]

### MV
- 関ジャニ∞ 2016ライブツアー『関ジャニ'sエイターテインメント』OP映像[1]

### VP
- 富士ソフト ステレオビジョン（2015年）